# Cantón de Châlons-en-Champagne-4
El cantón de Châlons-en-Champagne-4 era una división administrativa francesa, que estaba situada en el departamento de Marne y la región de Champaña-Ardenas.

## Composición
El cantón estaba formado por una comuna, más una fracción de la comuna que le daba su nombre:
- Châlons-en-Champagne (fracción)
- Saint-Memmie

## Supresión del cantón de Châlons-en-Champagne-4
En aplicación del Decreto n.º 2014-208 de 21 de febrero de 2014, el cantón de Châlons-en-Champagne-4 fue suprimido el 22 de marzo de 2015 y sus 2 comunas pasaron a formar parte; una del nuevo cantón de Châlons-en-Champagne-3 y la fracción de la comuna que le daba su nombre se unió con las demás fracciones para que, por medio de una reestructuración cantonal, fueran creados los nuevos cantones de Châlons-en-Champagne-1, Châlons-en-Champagne-2 y Châlons-en-Champagne-3.